# Liste des évêques de San Severino Marche
Cette liste recense les évêques qui se sont succédé sur le siège de San Severino érigé en 1586. Par le décret Instantibus votis du 30 septembre 1986 de la congrégation pour les évêques, l'union plénière des deux diocèses est établie et la nouvelle circonscription ecclésiastique prend le nom actuel d'archidiocèse de Camerino-San Severino Marche.

## Évêques de San Severino Marche
- Saint Séverin (it) (vers 540)
  - Siège supprimé
- Orazio Marzani (1587-1607)
- Ascanio Sperelli (1607-1631)
- Francesco Sperelli (1631-1646)
- Angelo Maldachini, O.P (1646-1677)
- Scipione Negrelli (1677-1702)
- Alessandro Avio (1702-1703)
- Alessandro Calvi-Organi (1705-1721)
- Giovan Francesco Leoni (1721-1725)
- Giulio Cesare Compagnoni (1725-1732)
- Dionigi Pieragostini (1732-1745)
- Giuseppe Vignoli (1746-1757) nommé évêque de Carpentras
- Francesco Maria Forlani (1757-1765) nommé évêque de Civita Castellana et Orte
- Domenico Giovanni Prosperi (1766-1791)
- Angelo Antonio Anselmi (1792-1816)
- Giacomo Rangiaschi (1816-1838)
- Filippo Saverio Grimaldi (1838-1846)
- Francesco Mazzuoli (1847-1889)
- Aurelio Zonghi (1889-1893) nommé évêque de Jesi
- Giosuè Bicchi (1893-1913)
- Adamo Borghini (1913-1926)
- Vincenzo Migliorelli (1927-1930)
  - Siège vacant (1930-1932)
- Pietro Tagliapietra (1932-1934) nommé archevêque de Spolète
- Ferdinando Longinotti (1934-1966)
  - Siège vacant (1966-1979)
- Bruno Frattegiani (1979-1986) nommé archevêque de Camerino-San Severino Marche

## Sources
- http://www.catholic-hierarchy.org